# 虎跃快客
辽宁虎跃快速汽车客运（集团）股份有限公司（简称虎跃快客）总部设在辽宁省沈阳市，是中国东北地区规模最大的客运企业。

## 历史
公司成立于1998年，是由辽宁省省交通运输服务中心及全省13各市的长途客运企业共同发起设立。目前属于国有控股企业。